# Hyppa indistincta
Hyppa indistincta là một loài bướm đêm trong họ Noctuidae.